# Ókrug
|  | No s'ha de confondre amb Okrug (Croàcia). |

Ókrug (окръг en búlgar; о́круг en rus i serbi; округа en ucraïnès; okręg en polonès; оқрҿс en abkhaz) és un terme que indica una subdivisió administrativa en alguns estats eslaus, habitualment anomenada en català «districte». És un mot similar al Bezirk alemany i a l'arrondissement francès, en el sentit de territori «encerclat» o «envoltat».

## Districtes de Sèrbia
Els districtes (serbi: Okruzi, Окрузи), són unitats d'organització territorial de Sèrbia, cadascun dels quals comprèn diversos municipis i ciutats. Cada districte té la seva capital a la ciutat més gran. L'única part de Sèrbia que no forma part de cap districte és el territori de la Ciutat de Belgrad, que disposa d'un estatus especial.

## Elsókrugsautònoms deRússia

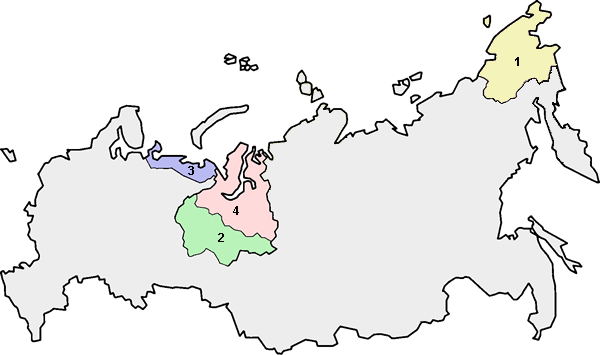
Districtes autònoms de Rússia:
1. Txukotka
2. Khàntia-Mànsia
3. Nenètsia
4. Iamàlia

Actualment a la Federació Russa hi ha quatre ókrugs autònoms o districtes autònoms que tenen la categoria de subjectes federals i, per tant, dos representants al Consell Federal de Rússia. Malgrat això, a alguns efectes administratius els districtes autònoms es consideren part d'un altre subjecte federal. En general, els districtes autònoms tenen més autonomia que les províncies (óblast) i els territoris (krai) però menys que les repúbliques. Normalment també tenen amb una substancial minoria ètnica dominant.
- Iamàlia o Districte Autònom Iamalo-Nenets
- Khàntia-Mànsia o Districte Autònom dels Khanti-Mansi — Iugrà
- Nenètsia o Districte Autònom dels Nenets
- Txukotka o Districte Autònom dels Txuktxis

## Elsókrugsfederals de Rússia
A la Federació Russa també hi ha vuit districtes federals (federalni ókrug), divisió territorial que inclou diversos subjectes federals. Vegeu l'article: districtes federals de Rússia.